# Felisa Wolfe-Simon
Felisa Wolfe-Simon est une biochimiste américaine de l'Institut d'études géologiques des États-Unis et un membre du NASA Astrobiology Institute. Elle devient célèbre en 2011 pour un résultat extraordinaire qui déclenche une vive polémique scientifique, puis se révèle faux.

## Biographie
Elle obtient son diplôme à Oberlin, et un doctorat en océanographie à l'université Rutgers. Elle y étudie les algues et le phytoplancton afin de mieux comprendre comment les organismes ont évolué pour utiliser des métaux à des fins biologiques. Au cours d'un stage postdoctoral à l'université d'État de l'Arizona et l'université Harvard, elle se décrit comme une géochimiste et s'intéresse à l'exobiologie, l'étude de la vie dans l'univers.

## Travaux
Sa recherche porte sur la microbiologie évolutive et sur les processus métaboliques exotiques. Son travail inclut la découverte de la souche bactérienne GFAJ-1 du lac Mono, en Californie, qui serait capable d'incorporer de l'arséniate (AsO43−) à la place du phosphate (PO43−) dans son ADN et pour d'autres biomolécules essentielles à la cellule. 
Le nom de la bactérie, GFAJ, est le sigle de Give Felisa A Job, et fait référence à la situation professionnelle précaire de la chercheuse.
Ces résultats ont immédiatement fait l'objet d'une vive controverse scientifique dans la communauté des microbiologistes. S'ils avaient été avérés, ils auraient constitué une découverte majeure en révélant la première forme de vie connue capable de synthétiser des acides nucléiques en utilisant de l'arsenic au lieu du phosphore. La polémique s'étend jusqu'en 2012 quand l'équipe de Rosemary Redfield explique avoir trouvé des traces de phosphore dans le lac Mono,. L'article publié à cette occasion explique ainsi que les bactéries trouvées dans le lac ne seraient autres que des oligotrophes capables de vivre dans un milieu très pauvre en phosphore tout en résistant à une concentration élevée d’arsenic. L'article de Redfield réfute donc les soi-disant découvertes de Wolfe-Simon. Le biologiste Philippe Marlière, qui critique le fait que l'article de Felisa Wolfe-Simon ait été publié dans Science, y voit un biais provoqué par le soutien financier apporté par la NASA aux travaux de Wolfe-Simon. L'article est finalement rétracté en 2025.

## Médiatisation
Le magazine Time inclut Felisa Wolfe-Simon en avril 2011 parmi les 100 personnalités de l’année, elle donne une conférence TED. Après que la polémique enfle, elle est congédiée de l'Institut d'études géologiques des États-Unis, fait l'objet de vives attaques personnelles et de harcèlement sur les réseaux sociaux,,. Un chercheur demande si Wolfe-Simon et son équipe étaient de « mauvais scientifiques ». Un autre qualifie ses travaux de « science-fiction ». Un article de blog à visée humoristique de la biologiste Rosemary Redfield (en) est intitulé « Felisa Wolfe-Simon est-elle une extraterrestre ? »,,.
Elle travaille ensuite au Lawrence Berkeley National Laboratory puis quitte la recherche. Elle commence une maîtrise en interprétation musicale en 2013, se produit professionnellement comme hautboïste, et enseigne à temps partiel. Elle retrouve un travail scientifique en 2024 dans un centre de recherche à Oakland, pour étudier les bactéries magnétotactiques ; dans le cadre de ce projet financé par la NASA, elle espère montrer que des êtres vivants peuvent produire de l'énergie grâce au magnétisme, plutôt que par les mécanismes bien connus de photosynthèse, respiration ou fermentation. Elle dit n'avoir « plus rien à perdre ».

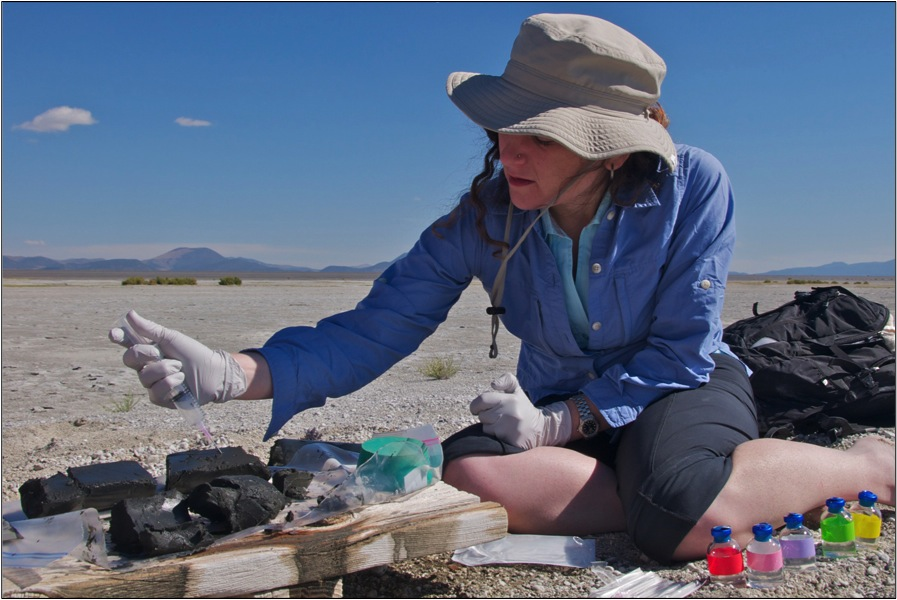
Une image de Felisa Wolfe-Simon en train de travailler, produite par la NASA

Le traitement particulièrement sévère qui lui a été réservé pendant le début d'une polémique qui aurait pu rester scientifique interroge, et certains observateurs ont estimé qu'il lui avait été valu par le fait d'être une femme scientifique à un stade précoce de sa carrière. Elle dit d'elle-même « Je suis petite. Je suis enthousiaste. Je présente mes travaux scientifiques comme si j'étais un homme. » Il lui a été reproché de défendre ses hypothèses contre l'avis de la communauté scientifique, mais la même attitude n'a pas disqualifié certains hommes dans le passé. David S. McKay (en) par exemple, a continué sa carrière après avoir publié en 1996 — à un moment où le harcèlement en ligne n'existe pas — un article annonçant faussement la découverte d'une météorite martienne avec des fossiles de microbes, prouvant une vie extraterrestres.